# NK Croatia Sesvete
A Croatia Sesvete horvát labdarúgócsapat volt, székhelye a főváros, Zágráb Sesvete kerületében volt található. 2012-ben anyagi gondok miatt megszűnt.
Legnagyobb sikerét a 2008–09-es szezonban érte el, mikor a horvát élvonalba jutott.

## Korábbi elnevezései
- 1957–1988: Sljeme Sesvete
- 1988–1996: NK Sesvete
- 1996–1997: Badel Sesvete
- 1997–1998: NK Sesvete

1998-tól megszűnéséig NK Croatia Sesvete nevén szerepelt.

## Története
Az 1957-ben alapított zágrábi labdarúgócsapat az első független horvát labdarúgó-bajnokság indításáig a jugoszláv területi bajnokságokban szerepelt.
1992-ben a horvát harmadosztályba nyert besorolást, majd 1994-ben a másodvonalba jutott. Első nagyobb sikerét az 1997–98-as szezonban jegyezte, mikor a nemzeti kupa negyeddöntőjéig menetelt. 
Az élvonalban először a 2008–09-es idény során szerepelhetett, miután megnyerte a másodosztályú pontvadászatot.

## Külső hivatkozások
- Hivatalos honlap (horvátul)
- Adatlapja az uefa.com-on (angolul)
- Adatlapja a Nogometni magazin oldalán (horvátul)